# Лез-Отель-Сен-Базиль
Лез-Оте́ль-Сен-Бази́ль (фр. Les Autels-Saint-Bazile) — коммуна во Франции, находится в регионе Нижняя Нормандия. Департамент коммуны — Кальвадос. Входит в состав кантона Ливаро. Округ коммуны — Лизьё.
Код INSEE коммуны — 14029.

## Население
Население коммуны на 2010 год составляло 48 человек.
| 1962 | 1968 | 1975 | 1982 | 1990 | 1999 | 2010 |
| ---- | ---- | ---- | ---- | ---- | ---- | ---- |
| 105  | 95   | 72   | 63   | 52   | 51   | 48   |

## Экономика
В 2010 году среди 34 человек трудоспособного возраста (15—64 лет) 31 были экономически активными, 3 — неактивными (показатель активности — 91,2 %, в 1999 году было 75,7 %). Из 31 активных жителей работали 28 человек (17 мужчин и 11 женщин), безработных было 3 (2 мужчин и 1 женщина). Среди 3 неактивных 1 человек был учеником или студентом, 1 — пенсионером, 1 был неактивным по другим причинам.